# Origin (Software)
Origin ist ein Analyse- und Darstellungsprogramm für Daten. Neben der Darstellung von Rohdaten in publikationsfähigen Grafiken in 2D und 3D beherrscht Origin viele gängige Analyseverfahren wie Fits, Fourier-Transformationen usw. Erstellte Grafiken können in viele Dateiformate exportiert werden, wie EPS, JPEG, GIF, TIFF, PDF und WMF.

## Origin
Origin beinhaltet eine Reihe von Funktionen, die auf die Ansprüche von Wissenschaftlern und Ingenieuren ausgerichtet sind. Arbeitsmappen mit mehreren Datenblättern, publikationsreife Grafiken und standardisierte Analysehilfsmittel bieten einen nahtlos integrierten Workspace zum Importieren von Daten, Erstellen und Anpassen von Diagrammen, Untersuchen und Analysieren von Daten. Origin bietet Hilfsmittel zur Datenanalyse, wie komplexe Statistiken, Regression, nicht-lineare Kurvenanpassung, Bild- und Signalverarbeitung sowie Peakanalyse.

## OriginPro
OriginPro ist die erweiterte Version für Wissenschaftler und Ingenieure, die erweiterte numerische Berechnungen und Analysen, Statistik, 3D- und Pulsfit durchführen wollen. Diese finden in OriginPro eine Vielzahl komplexer Hilfsmittel in die Benutzeroberfläche integriert.

## Geschichte
Origin wurde von der Firma MicroCal Inc., einem Hersteller von Microkalorimetern, zur Auswertung der gemessenen Daten entwickelt und erstmals im März 1991 der Öffentlichkeit vorgestellt. Aufgrund des Erfolges der Software wurde die unabhängige Firma Microcal Software, Inc. im Oktober 1992 gegründet. Diese verlegte ihren Hauptsitz im Mai 1993 nach Northampton, Massachusetts, und wurde im August 2000 in OriginLab Corporation umbenannt. Später machte die Firma Additive Origin und OriginPro komplett auf Deutsch mit Handbüchern verfügbar. Neben der englischen sind auch Versionen in japanischer und deutscher Sprache verfügbar.

## Alternative Produkte
Es existieren vergleichbare Open-Source-Programme wie QtiPlot (bis Version 0.9.8.9), LabPlot, SciDAVis oder GnuPlot, welche frei verfügbar sind.